# Teorema de Le Cam
En teoria de la probabilitat, el teorema de Le Cam, que rep el nom de Lucien le Cam (1924 - 2000), anuncia el següent:
Suposi's que:
- X1, ..., Xn són variables aleatòries independents, cadascuna d'elles amb una distribució de Bernoulli (és a dir, igual a 0 o a 1), no necessàriament distribuïdes idènticament.
- Pr(Xi = 1) = pi per i = 1, 2, 3, ...
- {\displaystyle \lambda _{n}=p_{1}+\cdots +p_{n}.}
- {\displaystyle S_{n}=X_{1}+\cdots +X_{n}.} (és a dir, {\displaystyle S_{n}} segueix una distribució binomial de Poisson)

llavors:
{\displaystyle \sum _{k=0}^{\infty }\left|\Pr(S_{n}=k)-{\lambda _{n}^{k}e^{-\lambda _{n}} \over k!}\right|<2\sum _{i=1}^{n}p_{i}^{2}.}
En altres paraules, la suma segueix aproximadament una distribució de Poisson i la inequació de dalt limita l'error d'aproximació en termes de la distància de variació total.
Establint pi = λn/n, llavors es generalitza l'habitual teorema del límit de Poisson.
Quan {\displaystyle \lambda _{n}} és gran, es pot tenir un llindar millor: {\displaystyle \sum _{k=0}^{\infty }\left|\Pr(S_{n}=k)-{\lambda _{n}^{k}e^{-\lambda _{n}} \over k!}\right|<2(1\wedge {\frac {1}{\lambda }}_{n})\sum _{i=1}^{n}p_{i}^{2}.}
També es pot afeblir el requisit d'independència.